# Marcella Tonioli
Marcella Tonioli (ur. 31 maja 1986 w Portomaggiore) – włoska łuczniczka, mistrzyni świata i Europy.
Startuje w konkurencji łuków bloczkowych. Mistrzyni świata w mikście w 2011 oraz w 2013 roku. Srebrna medalistka mistrzostw Europy w 2012 roku w konkurencji miksta i drużynowej (brązowa medalistka indywidualnie).